# جامع السيد أحمد خانقا
جامع السيد أحمد خانقا هو من مساجد كركوك التراثية القديمة في العراق والتي بنيت في عهد الدولة العثمانية، ولقد أمر ببنائه السلطان العثماني عبد الحميد الأول وشيد بناء الجامع في عام 1191هـ/1778م، وجرى ترميمه عدة مرات منها في عام 1824م، ولقد هدم الجامع عام 1401 هـ/1981م، لأنه أصبح آيل للسقوط وأعيد بناؤه عام 2003م، وتبلغ مساحته الكلية 3500م2، ويحتوي المبنى على مصلى حرم للرجال ومصلى آخر للنساء مع عدة غرف للإمام والخطيب وخدم الجامع، وفيه قاعة كبيرة للمناسبات الدينية، وفيه غرفة خاصة تحوي صورا لتاريخ عائلة السيد أحمد خانقا، ولقد كان الملا حكمت سبامنسوري أول إمام وخطيب للجامع في عهد الدولة العثمانية، وكان يوجد في الجامع مدرسة دينية، أغلقت في عقد الستينيات من القرن العشرين.